# La Maison des Amis des Livres
La Maison des Amis des Livres war ein von Adrienne Monnier  gegründeter Buchladen und ein Verlag in Paris, der einen Treffpunkt der Avantgarde bildete und von 1915 bis 1951 bestand.

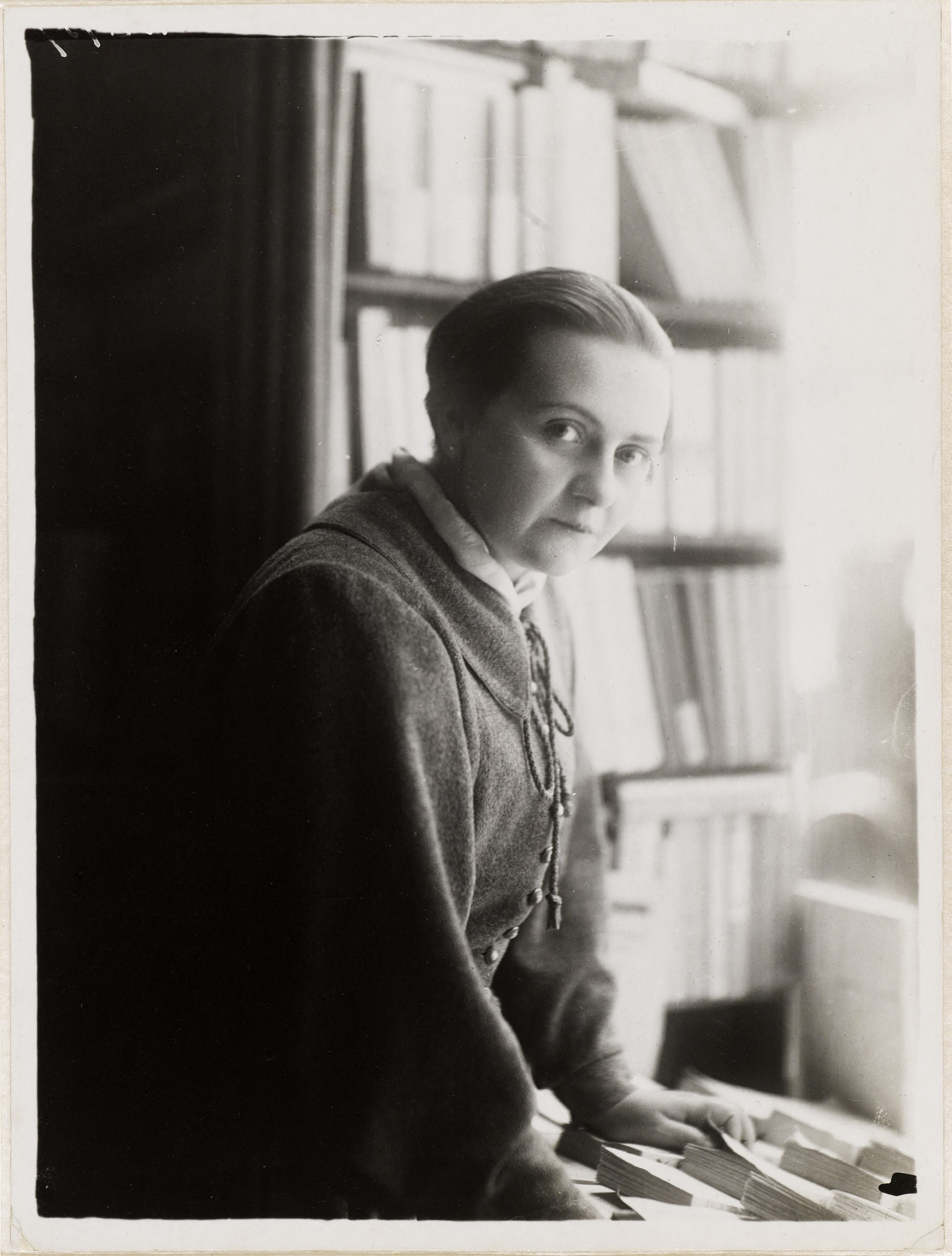
Adrienne Monnier in ihrer Buchhandlung (Fotografie von Henri Manuel)

## Geschichte
La Maison des Amis des Livres (Das Haus der Bücherfreunde) wurde von der Buchhändlerin, Verlegerin, Verlegerin und Dichterin Adrienne Monnier (1892–1955) gegründet und im November 1915 in der Rue de l’Odéon Nr. 7 im Stadtviertel  Saint-Germain-des-Prés eröffnet. Ihr Buchladen mit einer Leihbuchhandlung und Bibliothek gehörte bis zu ihrem Tod im Jahr 1951 zu den zentralen Treffpunkten der Avantgarde. In ihrem Laden verkehrten Dichter wie Aragon, Breton, Eluard, Apollinaire und viele andere, insbesondere auch US-amerikanische.
Monnier war unter anderem Verlegerin von Jules Romains, Paul Fort, Paul Claudel, Georges Duhamel, Valery Larbaud, Paul Valery und nicht zuletzt der französischen Übersetzung von James Joyce.
Zusammen mit ihrer Freundin Sylvia Beach spielte sie eine wichtige Rolle bei Valery Larbauds Übersetzung des monumentalen Werkes von James Joyce. In ihrer Buchhandlung empfing sie auch Musiker wie Francis Poulenc und Erik Satie, der in der Buchhandlung die erste halböffentliche Aufführung seines Socrate gab.
Adriennes Monniers Buchhandlung mit ihrer Leihbibliothek wollte ihren Kunden und Freunden die zeitgenössische Literatur näherbringen, die damals noch nicht so weit verbreitet war. Sie wird diesbezüglich mit den Worten zitiert:

„Notre première idée était très modeste : nous ne cherchons qu’à mettre sur pied une librairie et un cabinet de lecture dévoués surtout aux œuvres modernes.“

Deutsche Übersetzung:

„Unsere erste Idee war sehr bescheiden: Wir wollen nur eine Buchhandlung und ein Lesezimmer einrichten, die sich vor allem modernen Werken widmen.“

Adrienne Monniers Buchhandlung war der literarische Treffpunkt und Zufluchtsort der Avantgarde des 20. Jahrhunderts, es war der Ort von Lesungen und Ausstellungen, die sie dort organisierte. Sie gab auch Zeitschriften (Navire d’argent und Mesures) heraus.

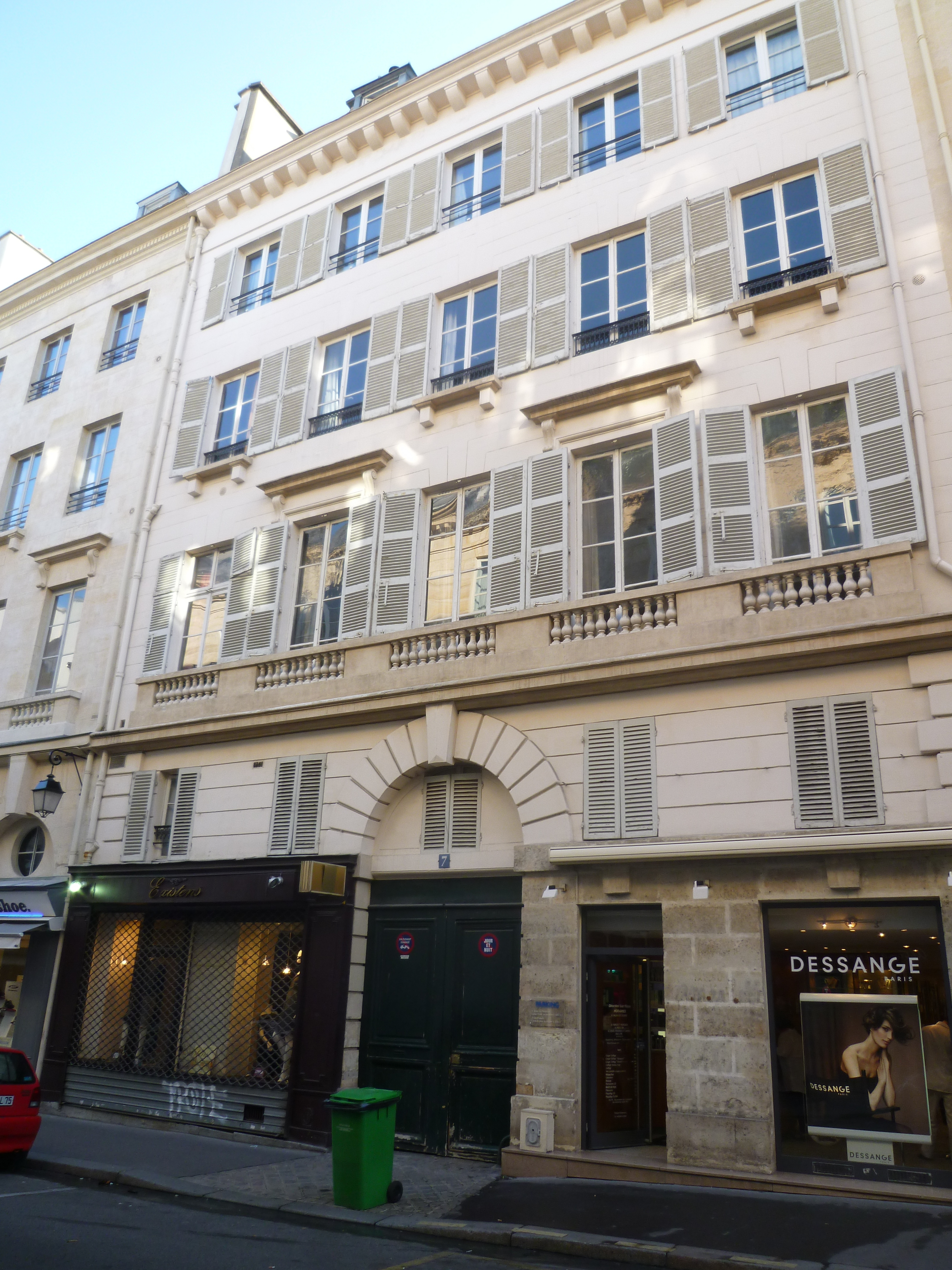
Das Haus in der Rue de l'Odéon, Nr. 7, in dem die Buchhandlung 1915 eröffnet wurde (2011)

Monniers langjährige Lebensgefährtin Sylvia Beach eröffnete 1919 die erste englischsprachige Leihbücherei und Buchhandlung in Paris, Shakespeare and Company, die 1921 in unmittelbare Nachbarschaft gegenüber von Monniers Buchhandlung in das Haus Nr. 12 der Rue de l’Odéon auf dem linken Seineufer umzog.
Adrienne Monnier war eine bedeutende Figur im literarischen Paris des 20. Jahrhunderts. Sie war bekannt dafür, eine wichtige Rolle im literarischen und intellektuellen Leben von Paris während der Zwischenkriegszeit zu spielen. In ihrer Buchhandlung versammelte sie bekannte Schriftsteller und Künstler, darunter Ernest Hemingway, James Joyce, F. Scott Fitzgerald und viele andere. Ihre Arbeit trug zur Förderung und Verbreitung bedeutender literarischer Werke bei.
Der französische Dichter Léon-Paul Fargue (1876–1947) nennt die Stammkunden des Buchladens von Adrienne Monnier die „potassons“ und definiert sie wie folgt: „une variété de l'espèce humaine, se distinguant par la gentillesse et le sens de la vie... ils ont de la bonhommie et du cran... Ils sont tout de suite à la page... Avec eux, le monde est clair, on le traverse de bout en bout, du commencement à la fin, depuis les grosses bêtes des origines jusqu'à la fin des fins, où tout recommence [...] toujours avec bon appêtit [sic] et bonne humeur... “. – Die potassons gründen die Bewegung Bibi (nach dem Titel des Buches von Raymonde Linossier, der „mère du Bibisme“ / Mutter des Bibismus).

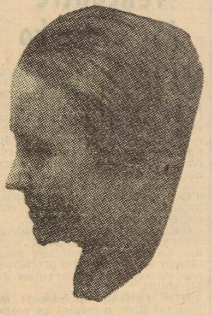
Adrienne Monnier, Photographie aus der Nr. 2172 von Combat vom 28. Juni 1951, zur Illustration des Artikels « Adrienne Monnier abandonne sa librairie mais ne quitte pas la rue de l'Odéon » von Geneviève Bonnefoi

Maurice Saillet wurde 1938 Assistent und Teilhaber der Adrienne Monnier. Maurice Imbert, der Testamentsvollstrecker von Maurice Saillet, der auch der Testamentsvollstrecker von Adrienne Monnier war, hat dem Institut mémoires de l’édition contemporaine (IMEC) das Archiv von La Maison des Amis des Livres hinterlegt.